# Eckerd Tennis Open 1977
L'Eckerd Tennis Open 1977 è stato un torneo di tennis giocato sulla terra rossa. È stata la 5ª edizione del torneo, che fa parte del WTA Tour 1977. Si è giocato a Palm Harbor negli Stati Uniti, dal 26 settembre al 2 ottobre 1977.

## Campionesse

### Singolare
Virginia Ruzici ha battuto in finale  Laura DuPont con il punteggio di 6–4, 4–6, 6–2

### Doppio
Delina Ann Boshoff /  Ilana Kloss hanno battuto in finale   Brigette Cuypers /  Marise Kruger con il punteggio di 6–7, 6–2, 6–2